# Lucy Charles-Barclay
Pour les articles homonymes, voir Charles.
Lucy Charles-Barclay, née Charles le 15 septembre 1993, est une triathlète professionnelle anglaise, vainqueur sur triathlon Ironman et championne du monde d'Ironman 70.3 en 2021.

## Biographie

### Jeunesse
Lucy Charles commence la natation à l'âge de huit ans, où elle devient championne de Grande-Bretagne juniors en l'an 2000. C'est durant cette période qu'elle décide de se spécialiser dans la natation en eau libre et en pleine mer. Lucy a étudié à John Warner School à Hoddesdon (Angleterre - Borough de Broxbourne) pour un diplôme de coaching sportif. Sa sœur Holly et son père Mark participent également à des compétitions de natation en eaux vives. En 2012 à l'âge de 18 ans, Lucy Charles obtient la 5e place dans une course 400 m nage libre dans l'Aquatics Centre de Londres, dominé par les meilleurs britanniques du moment Rebecca Adlington, Hannah Miley et Keri-Anne Payne. À l'âge de 19 ans, sa passion pour la natation commence à s'essouffler et elle s'essaye sur des triathlons Ironman.

### Carrière en triathlon
À l'âge de 24 ans, Lucy Charles prend la deuxième place du championnat du monde Ironman à Kona (Hawaï) derrière la triple championne Suisse Daniela Ryf, la jeune britannique ancienne championne de natation, sort de l'eau en première position (48 min 48 s), seul seize triathlètes masculins ont été plus vite ou au moins aussi vite qu'elle sur les 3,8 km de natation.
En 2019, elle remporte pour la deuxième fois de sa carrière l'Ironman Afrique du Sud. Après une partie natation ou elle termine les 3 800 mètres avec plus de quatre minutes d'avance sur ses poursuivantes et en seule compagnie de l'Américaine Laureen Brandon. Elle est reprise dans la partie vélo par l'allemande Anja Ippach qui arrive à la seconde transition avec près de trois minutes d'écart, elle effectue alors une remontée au cours du marathon et remporte sans autre concurrence la victoire finale.
Elle remporte en juillet de cette même année, le Challenge Roth après une course où elle domine sans partage la totalité du parcours. Devançant ses principales concurrentes de plus de sept minutes lorsqu'elle franchit la ligne d'arrivée en vainqueur.
En août 2022, elle remporte les championnats du monde de triathlon longue distance, organisé par la World Triathlon et accroche un second titre international sur longue distance à son palmarès.
En octobre 2023, elle remporte le championnat du monde d'Ironman pour la première fois de sa carrière. À la suite d'une déchirure musculaire qui la contraint à l'abandon, elle ne peut pas défendre son titre aux championnats du monde d'Ironman 2024.

### Vie privée
Lucy Charles s'est fiancée à Reece Barclay en 2015 diplômé en sciences du sport et triathlète, ensemble ils ont créé leur propre entreprise de coaching de triathlon en ligne, Lucy dirige cette entreprise de formation personnelle à Chingford (Londres). Elle l'épouse en décembre 2018.

## Palmarès triathlon
Le tableau présente les résultats les plus significatifs (podium) obtenus sur le circuit international de triathlon depuis 2017,,,.
| Année | Compétition                                       | Pays               | Position          | Temps           |
| ----- | ------------------------------------------------- | ------------------ | ----------------- | --------------- |
| 2024  | Ironman France à Nice                             | France             | Médaille d'or     | 9 h 3 min 22 s  |
| 2024  | Étape du T100 à Singapour                         | Singapour          | Médaille d'argent | 3 h 45 min 58 s |
| 2024  | Étape du T100 à Miami                             | États-Unis         | Médaille d'argent | 3 h 27 min 42 s |
| 2023  | Ironman - Championnat du monde à Kailua-Kona      | États-Unis         | Médaille d'or     | 8 h 24 min 31 s |
| 2022  | Championnat du monde de triathlon longue distance | Slovaquie          | Médaille d'or     | 3 h 34 min 17 s |
| 2022  | Ironman - Championnat du monde à Kailua-Kona      | États-Unis         | Médaille d'argent | 8 h 41 min 36 s |
| 2021  | Championnat du monde Ironman 70.3                 | États-Unis         | Médaille d'or     | 4 h 0 min 19 s  |
| 2021  | Ironman 70.3 Elsinore                             | Danemark           | Médaille d'or     | 3 h 59 min 56 s |
| 2019  | Ironman - Championnat du monde à Kailua-Kona      | États-Unis         | Médaille d'argent | 8 h 46 min 44 s |
| 2019  | Challenge Roth                                    | Allemagne          | Médaille d'or     | 8 h 31 min 9 s  |
| 2019  | Ironman 70.3 Staffordshire                        | Royaume-Uni        | Médaille d'or     | 4 h 22 min 30 s |
| 2019  | Ironman Afrique du Sud                            | Afrique du Sud     | Médaille d'or     | 8 h 35 min 31 s |
| 2019  | Championnat du monde Challenge                    | Slovaquie          | Médaille d'or     | 4 h 0 min 25 s  |
| 2018  | Ironman - Championnat du monde à Kailua-Kona      | États-Unis         | Médaille d'argent | 8 h 36 min 34 s |
| 2018  | Ironman Afrique du Sud                            | Afrique du Sud     | Médaille d'or     | 8 h 56 min 6 s  |
| 2018  | Championnat du monde Challenge                    | Slovaquie          | Médaille d'or     | 4 h 6 min 10 s  |
| 2017  | Ironman - Championnat du monde à Kailua-Kona      | États-Unis         | Médaille d'argent | 8 h 59 min 38 s |
| 2017  | Championnat du monde Challenge                    | Slovaquie          | Médaille d'or     | 4 h 13 min 59 s |
| 2017  | Challenge Prague                                  | République tchèque | Médaille d'or     | 4 h 11 min 21 s |
| 2017  | Challenge Lisbonne                                | Portugal           | Médaille d'or     | 4 h 7 min 24 s  |
| 2017  | Ironman Allemagne                                 | Allemagne          | Médaille d'argent | 8 h 51 min 50 s |
| 2017  | Ironman Lanzarote                                 | Espagne            | Médaille d'or     | 9 h 35 min 40 s |